# کلوبووکی و برنا
کلوبووکی و برنا (به چکی: Klobouky u Brna) یک منطقهٔ مسکونی در جمهوری چک است که در Břeclav District واقع شده‌است. کلوبووکی و برنا ۲٬۳۸۸ نفر جمعیت دارد.